# Tagebau Borna-Ost/Bockwitz
Der Tagebau Borna-Ost/Bockwitz war ein aus den zwei Tagebauen Borna-Ost (1960–1985) und Bockwitz (1982–1992) bestehender Tagebau des Mitteldeutschen Braunkohlereviers. Er diente zur Gewinnung von Braunkohle und lag östlich von Borna. Nach der Stilllegung entstand im Südteil der Harthsee und in Nordostteil der Bockwitzer See.

## Geographische Lage
Die beiden ehemaligen Abbaufelder des Tagebaus Borna-Ost/Bockwitz liegen in der Leipziger Tieflandsbucht östlich von Borna. Das Areal gehört heute zum Naturraum Bergbaurevier Südraum Leipzig und liegt im Gebiet der Kommunen Borna und Frohburg im sächsischen Landkreis Leipzig. Westlich des ehemaligen Abbaugebiets befindet sich das Flussbett der Wyhra. 
Nach der Rekultivierung des Areals entstand aus dem Südteil des ehemaligen Tagebaus Borna-Ost der Harthsee und aus dem Bockwitzer Tagebaurestloch der Bockwitzer See. Die Bergbaufolgelandschaft gehört zum Leipziger Neuseenland. Am Westrand befindet sich seit 2013 die neu gebaute Trasse der A 72 zwischen Chemnitz und Leipzig.

## Geschichte

### Vorgeschichte
Bereits seit Mitte des 19. Jahrhunderts wurde im Gebiet zwischen Wyhra und Eula Braunkohle abgebaut. 1850 fanden Versuchsbohrungen neben dem Gut Bockwitz statt. Ende 1852 wurde die Grube Bockwitz aufgeschlossen, in der Braunkohle im Tiefbau abgebaut wurde. Zunächst wurden unterhalb der Thierbacher Schichten die Flöze II und IV abgebaut.
Auch im südlich von Bockwitz gelegenen Gebiet um Neukirchen  und Benndorf wurde bereits seit 1882 Kohle im Tief- und später im Tagebau gewonnen. In Wyhra wurde 1897 durch die „Grube Wyhra“ der erste Tagebau im Bornaer Revier erschlossen. In unmittelbarer Nähe von Neukirchen entstand 1887 die erste Brikettfabrik im Bornaer Revier. Nördlich des Orts wurde im Tiefbau Braunkohle abgebaut. 1897 eröffnete der „Tagebau Neukirchen-Petergrube“. Er versorgte mit den Bubendorfer Kohlenwerken teilweise die Brikettfabrik Neukirchen.
Östlich der Stadt Borna wurde bis 1950 das Flöz IV in sechs Tief- und fünf Tagebauen auf einem Areal von ca. 70 Hektar abgebaut. Tagebaue waren u. a. die Rathsgrube zu Kesselshain oder die Tagebaue „Heine“ und „Gottes Segen“  in Dittmannsdorf. Nachdem ab 1880 der Abbau zurückging, lief der bis dahin letzte Tagebau im Jahr 1918, der letzte Tiefbau 1950 aus. Die Stilllegung der Gruben hatte einerseits die Auskohlung der relativ kleinen Lagerstätten, andererseits das „Absaufen“ oder Brände als Ursachen.

### Tagebau Borna-Ost
In den 1950er Jahren waren die Kohlevorräte in den Abbaugebieten westlich und nördlich von Borna weitgehend erschöpft. Das Nordfeld des Tagebaus Borna-West war bereits 1942 ausgekohlt, im 1939 aufgeschlossenen Südfeld wurde bis 1970 Kohle abgebaut. Ähnlich war die Situation im nördlich von Borna liegenden Tagebau Witznitz. Die Förderung im Tagebau Witznitz I wurde 1949 eingestellt, der Tagebau Witznitz II war ab 1950 in Betrieb.
Zur Sicherung der Kohlevorräte für die Veredlungsanlagen und Kraftwerke der Umgebung wurde daher zwischen 1954 und 1959 die Lagerstätte für das Abbaufeld „Borna-Ost“ erkundet. Die Entwässerung des Baufelds begann ab 1957 über ein System aus Filtern, Strecken und Schächten. Durch das rasche Fortschreiten der Entwässerung konnte der Tagebau im Jahr 1960 östlich von Zedtlitz und südöstlich von Borna aufgeschlossen werden. Bereits der erste Abraumschnitt durchtrennte die Ortsverbindung zwischen Zedtlitz und Schönau. Die Abraummassen wurden auf einer Außenkippe im Tagebau Neukirchen verstürzt.
1961 begann im Tagebau Borna-Ost die Förderung der Kohle, mit der die umliegenden Brikettfabriken und Kraftwerke versorgt wurden. Somit entstand ein nahtloser Übergang in der Kohleversorgung, da 1962 der Tagebau Neukirchen stillgelegt wurde. Bis 1963 wurde durch das Baufeld I die Landschaft bis an den östlichen Ortsrand von Zedtlitz abgebaggert. Zwischen 1966 und 1968 schwenkte das Baufeld II des Tagebaus aus dem Birnenaufschluss heraus im Uhrzeigersinn an Borna vorbei. Anschließend bewegte er sich bis 1972 um einen Drehpunkt östlich von Borna in Richtung Süden. Dabei verschwand zwischen 1966 und 1968 ein Teil der Siedlung Borna-Ost mit dem Gemeindeteil „Abtei“ des Ortsteils Altstadt Borna. Die 134 Einwohner wurden bereits 1964 bis 1966 ausgesiedelt. Zwischen 1967 und 1971 wurde der Wagnergrund auf einer Länge von zwei Kilometern überbaggert. Auch die F 176 zwischen Borna und Flößberg wurde in dieser Zeit nördlich um das Abbaugebiet herum gelegt, da der alte Verlauf abgebaggert wurde. Von Süden und Westen her kam der Tagebau der Ortslage Bockwitz in den Jahren 1971/72 sehr nahe, ohne sie jedoch zu überbaggern.
Zwischen 1973 und 1979 wurde das Baufeld III um den Drehpunkt nördlich der Tagesanlagen des Tagebaus Borna-Ost zwischen Zedtlitz und Schönau betrieben. Es lag östlich des Baufelds I und südlich des Baufelds II mit Bewegung im Uhrzeigersinn. Ab 1977 erfolgte die Entwässerung des Tagebaus ausschließlich durch Filterbrunnen. Das Baufeld IV wurde zwischen 1980 und 1983 mit einem Drehpunkt südöstlich der Tagesanlagen betrieben. Der Abbaubetrieb schwenkte in dieser Zeit im Uhrzeigersinn vom Westen der Ortslage Nenkersdorf in Richtung Neukirchen im Osten. Zwischen 1979 und 1981 wurden im ersten Abraumschnitt die Auen von Schönauer Bach und Harthbach westlich der Ortslagen von Schönau und Nenkersdorf abgebaggert. Dadurch wurden auch die Ortsverbindungen von Neukirchen nach Schönau bzw. nach Nenkersdorf durchtrennt. Der Bereich des 1926 stillgelegten Tagebaus Bubendorf wurde zwischen 1981 und 1983 abgebaggert. Seine vorherige Sümpfung erfolgte bis Mitte 1980. Dabei wurden auch die ehemaligen Grubenbaue des alten Tagebaus zerstört.
Der Tagebau Borna-Ost kam 1983 in einer Entfernung von 500 Metern zum östlichen Ortsrand von Neukirchen zum Stillstand. In diesem Jahr wurde auch die Abraumbewegung eingestellt, bis 1985 erfolgte die Restauskohlung. Nachdem die Verkippung abgeschlossen war, verblieb im südlichen Bereich des Baufelds IV das „Restloch Nenkersdorf“, welches heute als Harthsee bezeichnet wird.

### Tagebau Bockwitz
Als Nachfolger des Tagebaus Borna-Ost wurde bereits 1982 der Tagebau Bockwitz nordöstlich der Baufelder II und III des Tagebaus Borna-Ost aufgeschlossen. Bereits seit 1981 erfolgte die Entwässerung mittels eines Netzes von Filterbrunnen. Die seit dem 1. Juni 1984 im Bagger-Zug-Betrieb geförderte Kohle wurde zunächst nur in die Brikettfabriken Neukirchen und Thräna geliefert, später wurden auch die weiter entfernten Brikettfabriken Borna, Lobstädt und Regis. Die gewonnene Kohle stammte hauptsächlich aus dem Bornaer Hauptflöz (Flöz II) und dem Böhlener Oberflöz (Flöz IV).
Der Abraum aus dem Tagebau Bockwitz wurde auf die bereits durch den Tagebau Borna-Ost bestehende Kippe aufgebracht, sie wurde nun die Nordkippe des neuen Tagebaus. Durch den Tagebau wurden die Auen des Schönauer Bachs, des Harthbachs und des Wagner- und Mordgrunds in Anspruch genommen. 1985 erfolgte die Einrichtung der Südkippe und die Abraumverkippung im stillgelegten Tagebau-Ost begann. Nachdem im Jahr 1988 die Nordkippe geschlossen worden war, erfolgte der Transport des Abraums auf die Innenkippe des Tagebaus. Im gleichen Jahr erfolgte das Einschwenken in das letzte Abbaufeld der Lagerstätte. Als vorbereitende Maßnahme wurde die Ortschaft Bockwitz mit ihren 130 Einwohnern und die kleine Ansiedlung „Blauer See“ geräumt.
Die mit der Deutschen Wiedervereinigung 1989/90 einhergehende wirtschaftspolitische Veränderung führte zu einem drastischen Rückgang des Braunkohlebedarfs, der einen Weiterbetrieb des Tagebaus Bockwitz überflüssig machte. Noch vor der Wiedervereinigung wurde am 27. April 1990 die Entscheidung zum Anhalten des Tagebaus getroffen. Bereits im gleichen Jahr erfolgten die Einstellung der Abraumbewegung im 1. Abraumschnitt und die schrittweise Stilllegung der verschiedenen Betriebsteile, wie Innenkippe, Außenkippe-Süd und Abraum-Kohleschnitt.
1992 endete auch die Rohkohleförderung. Der in der Auslaufphase des Tagebaus als zusätzlicher Rohstoff gewonnene Ton aus den Thierbacher Schichten wurde als Dichtungsmaterial in Deponien verwendet. Die vorzeitige Einstellung des Tagebaubetriebs erfolgte zu dem Zeitpunkt, an dem der Tagebau die verlegte Bundesstraße 176 erreichte. Das westlich der Straße liegende Restfeld sollte bis zum Jahr 2000 abgebaut werden, jedoch wurde die Förderung nicht mehr aufgenommen. Durch die Einstellung des Tagebaus wurde die Ortslage Bockwitz nicht mehr überbaggert.
| Tagebau   | Beginn der Betriebszeit | Ende der Betriebszeit |
| --------- | ----------------------- | --------------------- |
| Borna-Ost | 1960                    | 1985                  |
| Bockwitz  | 1982                    | 1992                  |

### Rekultivierung des Tagebaus Borna-Ost/Bockwitz

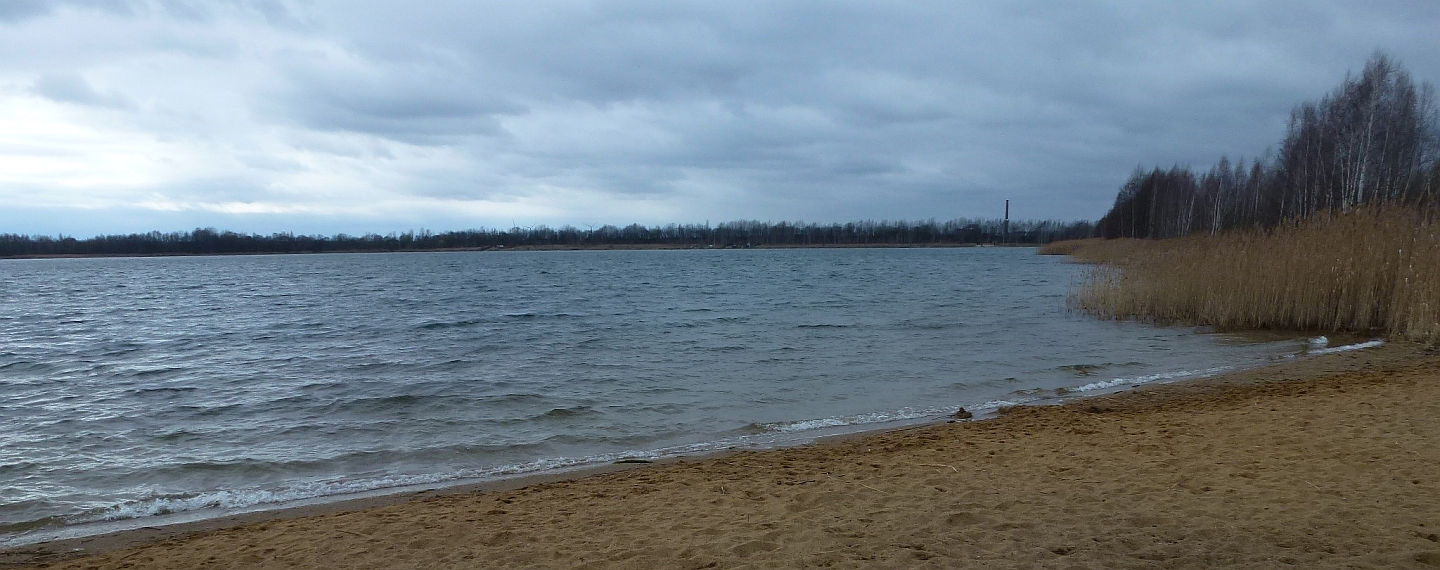
Harthsee

Das Programm zur Sanierung der Bergbaufolgelandschaft Borna-Ost/Bockwitz wurde bereits zu DDR-Zeiten im Jahr 1985 ausgearbeitet. Nach Stilllegung des Tagebaus Borna-Ost betraf dies das „Restloch Nenkersdorf“ im südlichen Bereich, aus dem ab 1985 der Harthsee durch Einleitung von Sümpfungswasser aus dem Tagebau Bockwitz (bis 1993) und ansteigendes Grundwasser und entstand. Er erreichte seinen Endstand im Jahr 1995 und dient heute als Badesee und der Naherholung.
Zum Zeitpunkt der Stilllegung des Tagebaus Bockwitz im Frühjahr 1992 war noch ein kleines für den Abbau vorbereitetes Restfeld verblieben. Ein Großteil der Flächen des 1985 stillgelegten Tagebaus Borna-Ost war zu diesem Zeitpunkt bereits saniert und für die Folgenutzung vorbereitet worden. Auch die Kippenflächen des Tagebaus Bockwitz waren bereits zum größten Teil für die Land- und Forstwirtschaft rekultiviert. Im November 1992 begannen die Sanierungsarbeiten der Restlöcher auf dem Tagebauareal. Weiterhin wurden sechs Großgeräte demontiert, bauliche Anlagen abgebrochen und ca. 52 Kilometer Gleise entfernt.

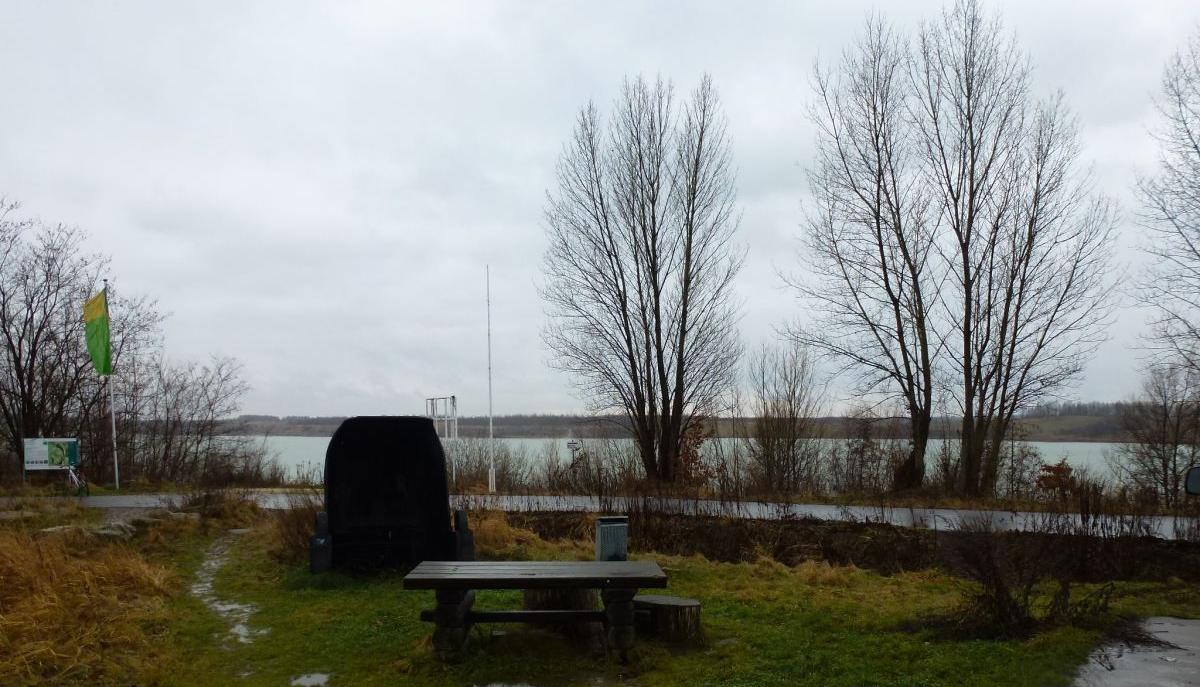
Bockwitzer See

Die zukünftige Nutzung der Bergbaufolgelandschaft sah zum einen die Entwicklung von Freizeit- und Erholungsbereichen einschließlich Badenutzung, zum anderen auch geschützte Bereiche für Flora und Fauna vor. Besonders die kleineren Restlochgewässer sollten als Biotope erhalten und gepflegt werden. Für die Freizeit- und Erholungsnutzung sind Teile des Sanierungsgebietes im Süden und Norden der vorbehalten. In anderen Bereichen südlich des Bockwitzer Sees und im Bereich der Restlöcher Hauptwasserhaltung und Südkippe entstand ein zusammenhängendes Gebiet, das der ungestörten Entwicklung von Natur und Landschaft vorbehalten blieb.

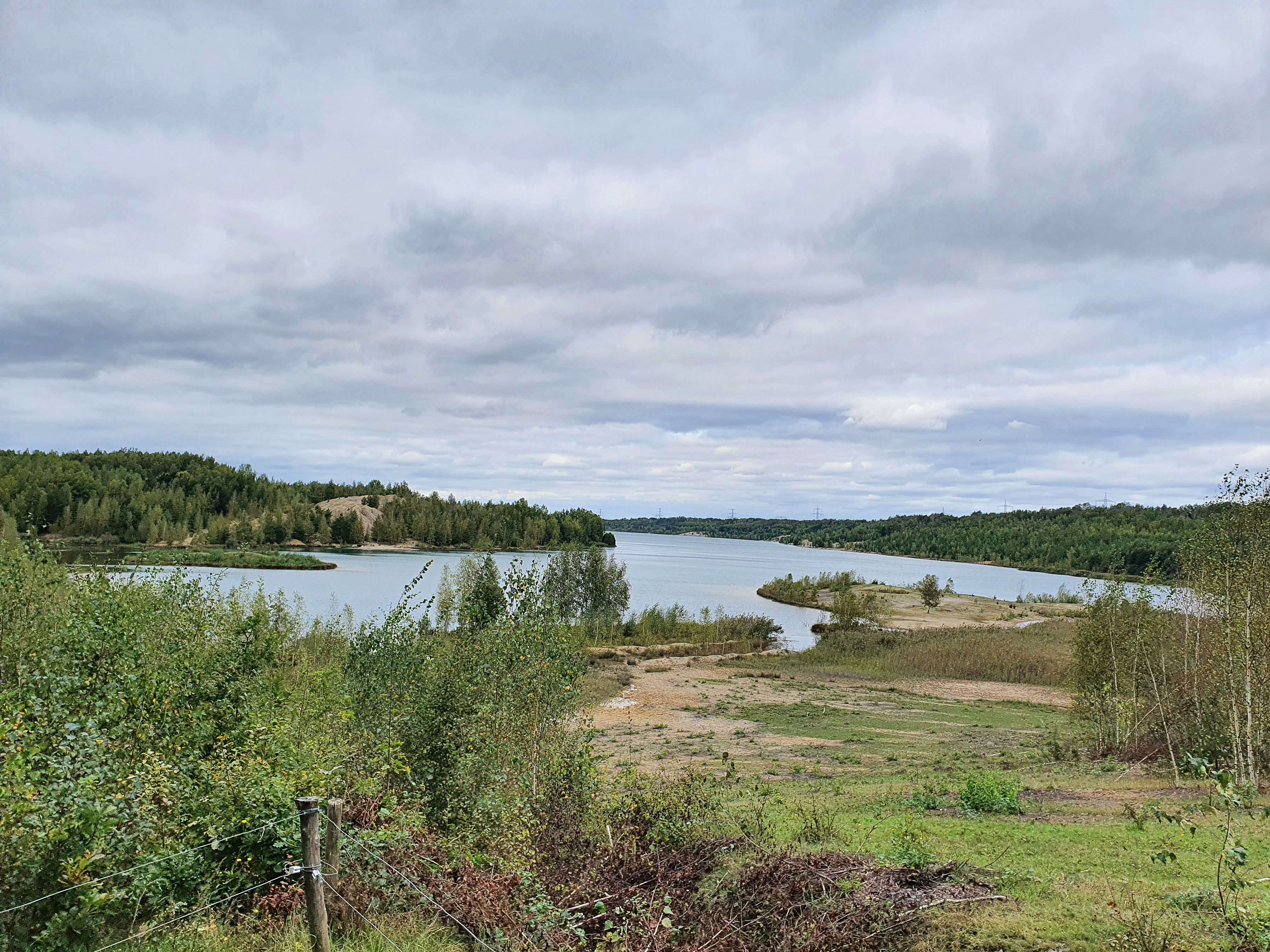
Bockwitzer See von Süden

Der Anstieg des Grundwassers begann mit der Abschaltung der Hauptwasserhaltung im Jahr 1993. Aufgrund der isolierten Lage der beiden Tagebaue war eine Flutung durch Fremdwasser und des relativ schnellen Grundwasserwiederanstiegs nicht vorgesehen. In zehn Jahren entstanden auf dem Areal Gewässer unterschiedlicher Größe, die für verschiedene Nutzungsmöglichkeiten vorgesehen waren. Unter anderem waren dies das Hauptrestloch Bockwitz und die kleineren Restlöcher Südkippe, Hauptwasserhaltung und das Feuchtbiotop. Aus dem Hauptrestloch entstand der Bockwitzer See, der mit 170 Hektar im Jahr 2004 seinen Zielwasserstand erreicht hat. Aus technologischen Gründen musste die ehemalige Dammwasserhaltung am südlichen Zipfel des Sees durch einen Erddamm abgetrennt werden. Dieser Bereich wurde Ende 2005 teilweise überflutet.

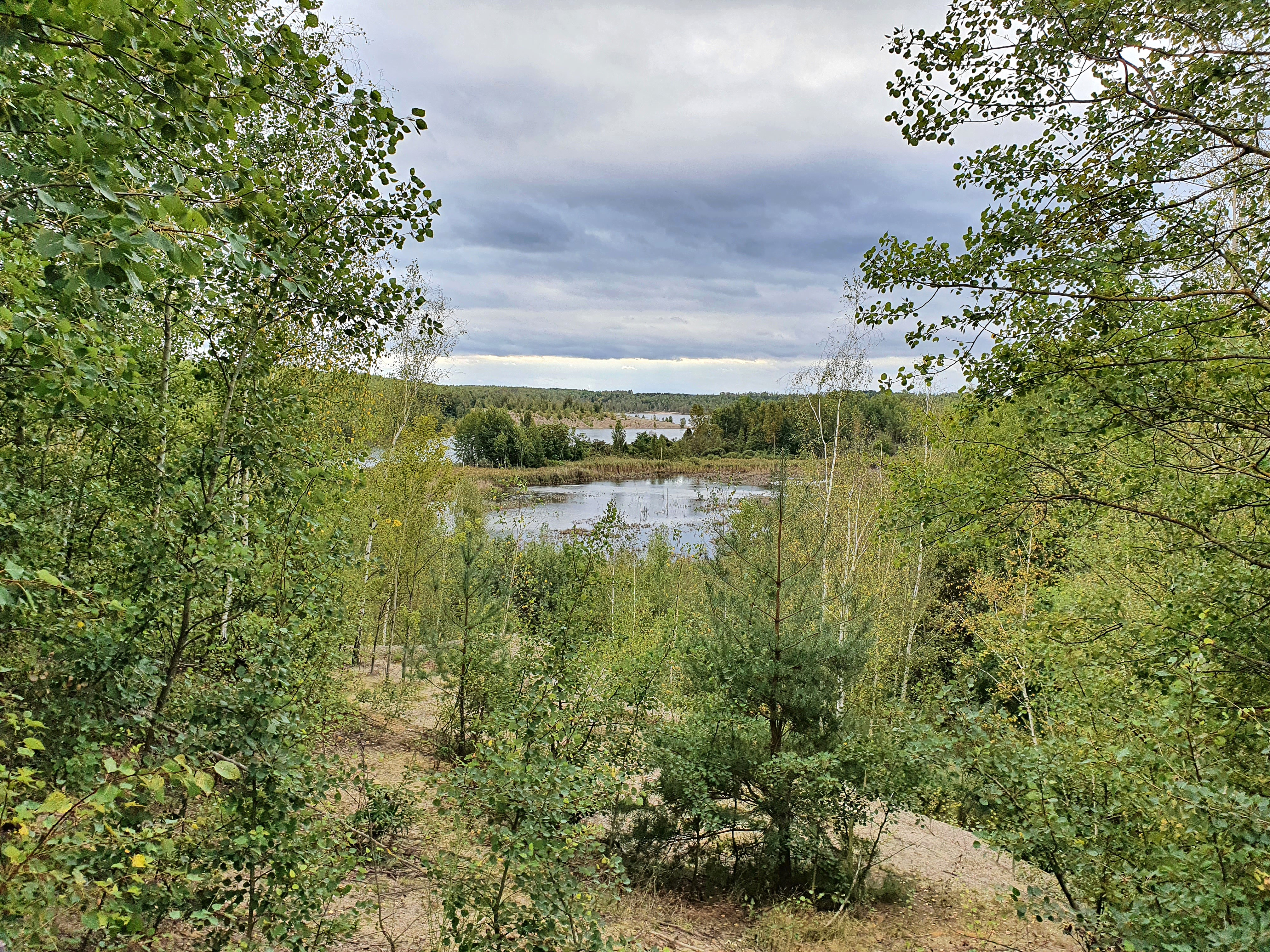
Harald-Krug-See (ehemalige Südkippe)

Die Restlöcher Hauptwasserhaltung und Südkippe (2018 umbenannt in Harald-Krug-See) zwischen dem Bockwitzer See und dem Harthsee wurden ab 1993 allein aus dem natürlichen Grund- und Oberflächenwasserzufluss geflutet. Das 18 Hektar große Restloch Hauptwasserhaltung erreichte seinen Endwasserstand im Jahr 2004. Das 31 Hektar große Restloch Südkippe hat seinen vorgegebenen Endwasserstand bereits 2001 erreicht. Das 12 Hektar große Restloch Feuchtbiotop war 2002 komplett geflutet. Alle drei Seen sind dem Naturschutz vorbehalten und bilden heute das NSG Bockwitz.
Der Blaue See in der Nähe der ehemaligen Ortslage Bockwitz wurde im Rahmen der bergmännischen Grundwasserabsenkung des Tagebaus Bockwitz ausgetrocknet. Heute befindet er sich nordwestlich des Bockwitzer Sees und füllt sich mit den regenerierenden Grund- und Oberflächenwasserständen wieder mit Wasser. Nach der Inbetriebnahme des Ableiters wird das Überschusswasser des Bockwitzer Sees über den Saubach zur Eula abgeleitet.

## Förderleistung der Tagebaue
Das Bergbaugebiet der Tagebaue Borna-Ost und Bockwitz umfasste eine Fläche von 1.510 Hektar. Dabei wurden 109 Millionen Tonnen Kohle gewonnen und 433 Millionen Kubikmeter Abraum bewegt. 
| Tagebau               | Landinanspruchnahme | Rohkohleförderung     | Abraumbewegung             |
| --------------------- | ------------------- | --------------------- | -------------------------- |
| Borna-Ost (1960–1985) | 1.272 Hektar        | 98,2 Millionen Tonnen | 354,6 Millionen Kubikmeter |
| Bockwitz (1982–1992)  | 238 Hektar          | 10,8 Millionen Tonnen | 83,4 Millionen Kubikmeter  |

Der Filterbrunnen-Randriegel Ost lieferte von 1978 bis 1990 insgesamt 46 Millionen Kubikmeter Wasser an das Wasserwerk Prießnitz, das auch zur Speisung des Harthsees diente. Im Bereich der Tagebaue Borna-Ost und Bockwitz wurden bis 1990 zusammen etwa 100 bis 125 Filterbrunnen betrieben und daraus etwa 6,5 Millionen Kubikmeter Wasser pro Jahr gefördert.

## Umgesiedelte Orte
| Umsiedlungsort                     | Einwohner | Jahr der Umsiedlung |
| ---------------------------------- | --------- | ------------------- |
| Borna-Ost mit Siedlung Abtei       | 134       | 1964–1966           |
| Bockwitz mit Siedlung „Blauer See“ | 130       | 1988                |